# Hervormde kerk (Appelscha)
De hervormde kerk is een kerkgebouw in Appelscha in de Nederlandse provincie Friesland.

## Beschrijving
De kerk werd in 1869 gebouwd naar plannen van F.W. Scheenstra. De zaalkerk met eclectische details heeft een voorbouw en een geveltoren met ingesnoerde spits. De kerk vertoont gelijkenis met de Oosterkadekerk (1863) in Stadskanaal. In 1966 brandde een deel van de kerk uit. Het kerkorgel uit 1900 is gebouwd door de Firma Van Oeckelen & Zn. Na de brand van 1966 werd het zodanig gerestaureerd dat het klankkarakter geheel veranderd is.

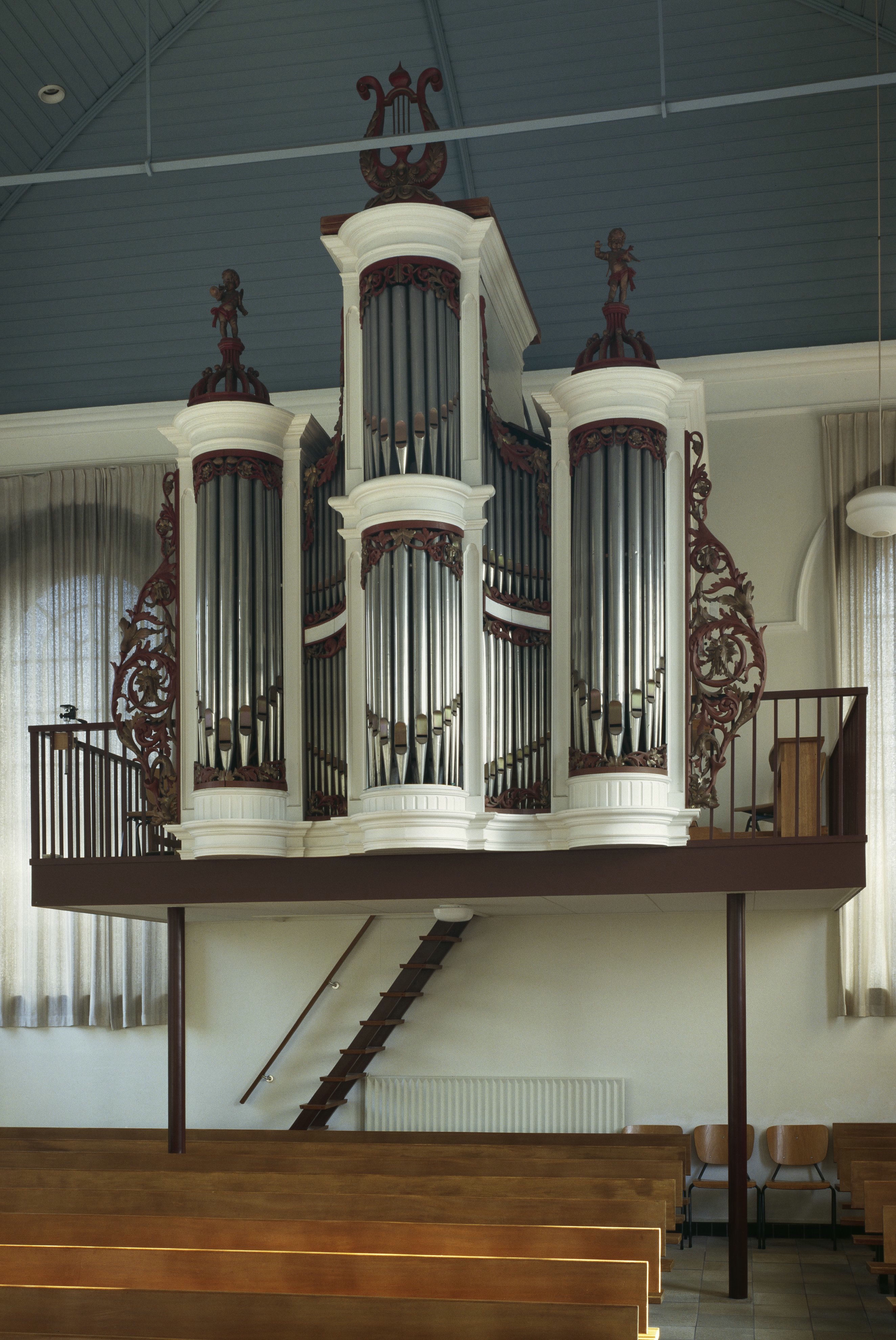
Interieur met orgel (2008)